# 郵政式
郵政式（ゆうせいしき、中国語簡体字：邮政式拼音、漢語拼音：Yóuzhèngshì Pīnyīn）とは中国の地名をラテン文字転写する方法の一つである。清末、1906年春に上海で行われた帝国郵電聯席会議にて議決された。1912年の中華民国の成立の後も引き続いてこれが使用され、これにより20世紀前半に西洋の国々で中国の地名を表記する際に最も使われるやり方となった。中華人民共和国の成立後、中国大陸の郵政式表記は漢語拼音に漸次取って代わられた。
郵政式はウェード式を元にしているものの、郵政業務向けに、いくつかのすでに普及していた地名表記方式へ合わせてある他、いくつかは地方の方言または古い発音を元に綴る。
郵政式とウェード式の違い：
- ダイアクリティカルマークと声調記号は用いない。
- Chi、ch'i、hsi（ㄐ、ㄑ、ㄒ；漢語ピンインで言うところのji、qi、xi）をtsi、tsi、si 或いは ki、ki、hiと表示して、普通話からは消滅してしまった尖音と団音の区別を再現する。例：
  - Peking（北京；ウェード式：Pei-ching）
  - Tientsin（天津；ウェード式：T'ien-chin）
  - Tsinan（済南；ウェード式：Chi-nan）
- ウェード式におけるuは音節中の主母音でない限りwに置き換える：
  - Ankwo（安国；ウェード式：An-kuo）
  - Chinchow（錦州；ウェード式：Chin-chou）
- 南中国、広東省、広西省および福建省の地名は現地の言語である客家語、広東語、閩語等に基づいて綴る：
  - Amoy（厦門；ウェード式：Hsia-men）
  - Swatow（汕頭；ウェード式：Shan-t'ou）
  - Quemoy（金門；ウェード式：Chin-men）
- 条約港の場合の様に既に普及した西洋名があるならばそれに合わせる：
  - Canton（広州；ウェード式：Kuang-chou）

その他の特殊な綴り：
- hs-（ㄒ；漢語拼音におけるxi）をsh-あるいはs-とする：
  - Kishien （薊県； ウェード式：Chi-hsien）
- -e、-ê及び-ei（ㄜ、ㄝ、ㄟ）を全て-ehとする；-êの時は-eあるいは-eiとすることもある：
  - Chengteh（承徳；ウェード式：Ch'eng-te）
  - Pehkiao（北橋；ウェード式：Pei-ch'iao）
- uが末尾の時、-uhとすべき時がある：
  - Wensuh（温宿；ウェード式：Wen-su）

## 参考資料
- China postal album: showing the postal establishments and postal routes in each province. 2d ed. Peking: Directorate General of Posts, 1919.
- Playfair, G. M. H. The Cities and Towns of China: A Geographical Dictionary. 2d. ed. Shanghai: Kelly & Walsh Ltd., 1910.
- "邮政式拼音" 中国大百科全书：语言文字。 北京: 中国大百科全书出版社, 1998.